# 狭序鸡屎藤
狭序鸡屎藤（学名：Paederia stenobotrya）为茜草科鸡屎藤属下的一个种。

## 扩展阅读
- 維基物種上的相關：狭序鸡矢藤